# Nicole Linkletter
Nicole Linkletter, née le 27 février 1985 à Grand Forks au Dakota du Nord, est un mannequin américain. Elle est principalement connue pour sa victoire lors de la saison 5 de America's Next Top Model.